# Palácio de Mármore (Calcutá)

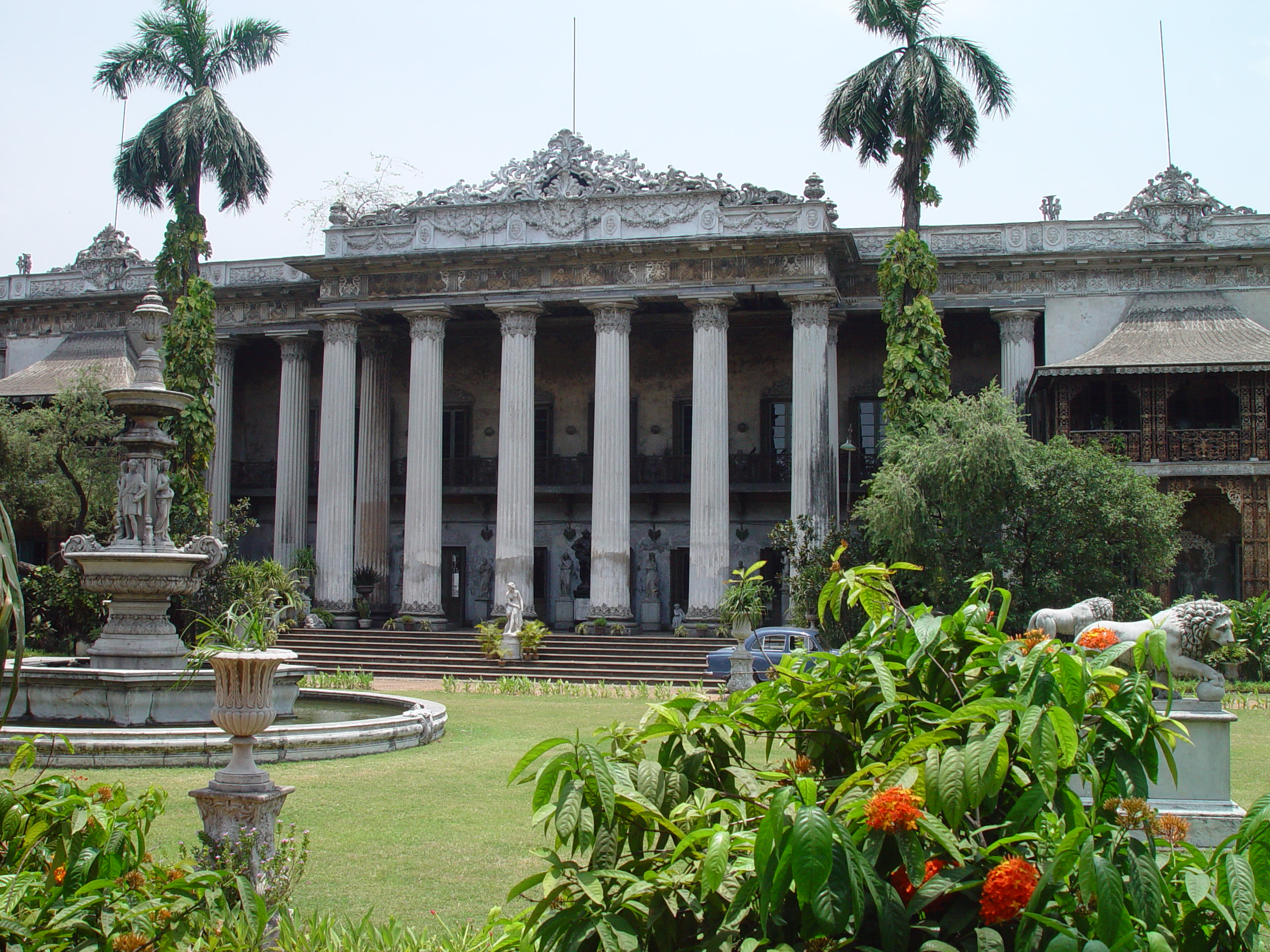
Fachada do Palácio de Mármore.

O Palácio de Mármore, é um palácio oitocentista indiano localizado no norte de Calcutá. Fica localizado na Rua Muktaram Babu nº 46, Calcutá 700007. O edifício é famoso pelas suas paredes e pavimentos de mármore, de onde deriva o seu nome.

## História
O palácio foi construído pelo Rajá Rajendra Mullick em 1835. O edifício continua a servir de residência aos seus descendentes, sendo os seus actuais ocupantes a família do Rajá Rajendra Mullick Bahadur.

## Arquitectura
O edifício apresenta uma arquitectura basicamente em estilo neoclássico, enquanto a planta, com os seus pátios abertos, respeita largamente a tradição bengali.

## Colecções
O edifício contém grandes quantidades de esculturas ocidentais e mobiliário Era Vitorianavitoriano, pinturas de artistas europeus e italianos, e outros objectos de arte. Os objectos decorativos incluem grandes candeeiros, relógios, espelhos do chão ao tecto e bustos de reis e rainhas.
Diz-se que o palácio contém duas pinturas de Rubens - "O Casamento de Santa Catarina" e "O Martírio de São Sebastião" - e outras duas de Sir Joshua Reynolds - "O Infante Hércules Estrangulando a Serpente" e "Vénus e Cupido".  Entre os outros artistas que se acredita estarem representados na colecção do palácio encontram-se Ticiano, Murillo e John Opie.

## Zoo do Palácio de Mármore
Localizado nas proximidades do palácio fica o Zoo do Palácio de Mármore, o primeiro jardim zoológico aberto na Índia, também pelo Rajá Rajendra Mullick. Hoje em dia serve, principalmente, como um aviário, incluindo pavões, tucanos, cegonhas e grous.  

## Acesso
Uma vez que o Palácio de Mármore permanece como uma residência de trabalho, a entrada é restrita. A permissão de acesso deve ser obtida junto do gabinete governamental de turismo. 